# Championnats panaméricains de boxe amateur 2010
Navigation
Édition précédente Édition suivante
La 9e édition des championnats panaméricains de boxe amateur s'est déroulée à Quito, Équateur, du 15 au 19 juin 2010. 

## Résultats

### Podiums
| Catégories                  | Or              | Argent                 | Bronze                            |
| Poids mi-mouches (-48 kg)   | Carlos Quipo    | Junior Zarate          | Angel Acosta Luis Diaz            |
| Poids mouches (-51 kg)      | Juliao Neto     | Jose Meza              | Jonathan González Braulio Avila   |
| Poids coqs (-54 kg)         | Camilo Perez    | Kenny Lally            | Marcos Forestal Elias Emigdio     |
| Poids plumes (-57 kg)       | Roberto Navarro | Oscar Valdez           | Braulio Santos Jonathan Valarezo  |
| Poids légers (-60 kg)       | Yasniel Toledo  | Jose Pedraza           | Erick Bonez Joselito Aguirre      |
| Poids super-légers (-64 kg) | Roniel Iglesias | Juan Pablo Romero      | Prichard Colón Valentino Knowles  |
| Poids welters (-69 kg)      | Myke Carvalho   | Carlos Banteur         | Brian Castano Oscar Molina        |
| Poids moyens (-75 kg)       | Jaime Cortez    | Yamaguchi Falcao       | Felix Manuel Valera Emilio Correa |
| Poids mi-lourds (-81 kg)    | Ítalo Perea     | Julio Cesar de la Cruz | Francisco Ortega Colin Fish       |
| Poids lourds (-91 kg)       | Julio Castillo  | Erislandy Savon        | Keith Tapia Ruben Guerrero        |
| Poids super-lourds (+91 kg) | Jorge Quinones  | Didier Bence           | Robert Alfonso Gerardo Bisbal     |

### Tableau des médailles
| Place | Pays                   | Médaille d'or, Amérique | Médaille d'argent, Amérique | Médaille de bronze, Amérique | Total |
| ----- | ---------------------- | ----------------------- | --------------------------- | ---------------------------- | ----- |
| 1     | Équateur               | 5                       | 1                           | 2                            | 8     |
| 2     | Cuba                   | 2                       | 3                           | 3                            | 8     |
| 3     | Brésil                 | 2                       | 1                           | 0                            | 3     |
| 4     | Porto Rico             | 1                       | 1                           | 6                            | 8     |
| 5     | République dominicaine | 1                       | 0                           | 2                            | 3     |
| 6     | Canada                 | 0                       | 2                           | 1                            | 3     |
| 7     | Argentine              | 0                       | 1                           | 1                            | 2     |
| 8     | Mexique                | 0                       | 1                           | 5                            | 6     |
| 9     | Venezuela              | 0                       | 1                           | 0                            | 1     |
| 10    | Guatemala              | 0                       | 0                           | 1                            | 1     |
| 10    | Bahamas                | 0                       | 0                           | 1                            | 1     |
| Total | 11 pays médaillés      | 11                      | 11                          | 22                           | 44    |